# Unplugged (Alice in Chains-album)
Unplugged är ett livealbum och DVD av grungebandet Alice in Chains. Det spelades in den 10 april 1996 som en del av MTV Unplugged-serien och släpptes den 30 juli samma år.
Layne Staley, vars röst hade blivit sämre på grund av drogproblem, har fått bra kritik för denna spelning.
Mike Inez's bas hade en fras på sig "Friends Don't Let Friends Get Friends Haircuts" (vänner låter inte vänner klippa håret) vilket medlemmarna i Metallica, som precis klippt sitt hår till släppet av albumet Load, trodde att var riktat till dem (alla fyra dåvarande medlemmarna i Metallica var närvarande vid spelningen). Frasen var faktiskt endast en vänreferens och relationen med Metallicas nya frisyrer var bara en slump. Inez och trummisen Sean Kinney gjorde en hyllning till bandets hit låt "Enter Sandman" precis innan de började spelade sin egen låt "Sludge Factory" (detta kan höras både på CD:n och DVD:n).

## Låtlista
1. "Nutshell" (Jerry Cantrell/Mike Inez/Sean Kinney/Layne Staley) – 4:58
2. "Brother" (Cantrell) – 5:27
3. "No Excuses" (Cantrell) – 4:57
4. "Sludge Factory" (Cantrell/Kinney/Staley) – 4:36
5. "Down in a Hole" (Cantrell) – 5:46
6. "Angry Chair" (Staley) – 4:36
7. "Rooster" (Cantrell) – 6:41
8. "Got Me Wrong" (Cantrell) – 4:59
9. "Heaven Beside You" (Cantrell/Inez) – 5:38
10. "Would?" (Cantrell) – 3:43
11. "Frogs" (Cantrell/Inez/Kinney/Staley) – 7:30
12. "Over Now" (Cantrell/Kinney) – 7:12
13. "Killer Is Me" (Cantrell) – 5:23

## Musiker
- Layne Staley - sång, gitarr
- Jerry Cantrell - gitarr, sång
- Mike Inez - elbas, gitarr
- Sean Kinney - trummor
- Scott Olson - elbas, gitarr